# Бар Палі
Бар Палі англ. (Bar Paly; ім'я при народженні — Варвара Олександрівна Палєй, нар. 29 квітня 1985, Нижній Тагіл, РРФСР, СРСР) — ізраїльська та американська фотомодель і акторка, яка народилася в СРСР в єврейській родині.

## Біографія
Народилася 29 квітня 1985 року в Нижньому Тагілі. В 7 років вона разом з батьками переїхала до Тель-Авіва в Ізраїлі.
У 17 років вона почала кар'єру моделі. Знімалася для журналів «Maxim», «Sports Illustrated». У 2014 році посіла 66-те місце в списку «Hot 100» журналу «Maxim».
У 2003 році дебютувала на телебаченні. Здобула популярність завдяки ролям у фільмах «Кров'ю і потом: Анаболіки», «Повітряний маршал», «Рука на мільйон». З 2015 року знімається в серіалі «Морська поліція: Лос-Анджелес».
Одружена з канадським режисером Іеном Кесснером. 14 серпня 2016 року Варвара Палєй стала громадянкою США.

## Фільмографія
| Рік       |     | Назва українською мовою                     | Оригінальна назва                             | Роль                       |
| --------- | --- | ------------------------------------------- | --------------------------------------------- | -------------------------- |
| 2003      | тф  |                                             | Zehirut Matzlema                              | донька Макса               |
| 2003      | с   |                                             | Ahava Me'ever Lapina                          | Юлія                       |
| 2006      | тф  |                                             | Filthy Gorgeous                               | Надя Годо                  |
| 2007      | с   | C.S.I.: Місце злочину: Нью-Йорк             | CSI: NY                                       | Міа Опал                   |
| 2008      | с   | Переконаний холостяк                        | Unhitched                                     | Хлої                       |
| 2008      | ф   | Руїни                                       | The Ruins                                     | археолог                   |
| 2008      | ф   | Путь клинка                                 | Stiletto                                      | Стася                      |
| 2008      | с   | Розлучення по-голлівудськи                  | The Starter Wife                              | Лола                       |
| 2010      | с   | Як я зустрів вашу маму                      | How I Met Your Mother                         | Наталія                    |
| 2011      | ф   | Гієни                                       | Hyenas                                        | Луна                       |
| 2011      | ки  | L.A. Noire                                  | L.A. Noire                                    | Маргарита Кансіто, озвучка |
| 2011      | кор |                                             | Starf*ckers                                   | Валері                     |
| 2012      | с   | Недоуспішні                                 | Underemployed                                 | Тетяна                     |
| 2012      | с   |                                             | Game Shop                                     | дівчина, що прикидається   |
| 2012      | ф   | Запаморочливі фантазії Чарлі Свона-третього | A Glimpse Inside the Mind of Charles Swan III | Марія-Карла                |
| 2013      | ф   | Кров'ю і потом: Анаболіки                   | Pain & Gain                                   | Соріна Лумініца            |
| 2014      | ф   | Повітряний маршал                           | Non-Stop                                      | Айріс Меріанн              |
| 2014      | ф   | Рука на мільйон                             | Million Dollar Arm                            | Лізетта                    |
| 2015      | с   |                                             | Parental Indiscretion                         | Тейлор                     |
| 2015      | ф   |                                             | Street Level                                  | Шелбі                      |
| 2015—2018 | с   | Морська поліція: Лос-Анджелес               | NCIS: Los-Angeles                             | Анна Колчек                |
| 2016      | ф   | Спонукання                                  | Urge                                          | Деніс                      |
| 2016      | кор |                                             | Lost Girls                                    | Кара                       |
| 2016—2017 | с   | Жан-Клод Ван Джонсон                        | Jean-Claude Van Johnson                       | Крістіна                   |
| 2017      | с   | Тренувальний день                           | Training Day                                  | Наталі                     |
| 2017      | с   | Босх                                        | Bosch                                         | Лєні                       |
| 2017—2018 | с   | Легенди завтрашнього дня                    | DC's Legends of Tomorrow                      | Єлєна Прекрасна            |
| 2018      | с   | Я — зомбі                                   | iZombie                                       | Аманда Л'юіс               |
| 2018      | ф   |                                             | Headlock                                      | Лорен де Айсігні           |

## Нагороди та номінації
| Рік  | Нагорода                         | Категорія                        | Робота     | Результат |
| ---- | -------------------------------- | -------------------------------- | ---------- | --------- |
| 2017 | California women's Film Festival | Найкраща актриса у головній ролі | Lost Girls | Номінація |